# Howieïta
La howieïta és un mineral de la classe dels silicats, que pertany al grup de la deerita-howieïta. Rep el nom en honor del professor Robert Andrew Howie (4 de juny de 1923 - 10 de març de 2012), petròleg i mineralogista britànic del King's College de Londres. Howie va ser un dels autors del llibre "Una Introducció als Minerals Formadors de Roques".

## Característiques
La howieïta és un silicat de fórmula química Na(Fe,Mn)₁₀(Fe,Al)₂Si₁₂O₃₁(OH)₁₃. Va ser aprovada com a espècie vàlida per l'Associació Mineralògica Internacional l'any 1964. Cristal·litza en el sistema triclínic.
Segons la classificació de Nickel-Strunz, la howieïta pertany a «09.DH - Inosilicats amb 4 cadenes senzilles periòdiques, Si₄O₁₂» juntament amb els següents minerals: leucofanita, ohmilita, haradaïta, suzukiïta, batisita, shcherbakovita, taikanita, krauskopfita, balangeroïta, gageïta, enigmatita, dorrita, høgtuvaïta, krinovita, makarochkinita, rhönita, serendibita, welshita, wilkinsonita, safirina, khmaralita, surinamita, deerita, taneyamalita, johninnesita i agrel·lita.

## Formació i jaciments
Va ser descoberta a la pedrera Laytonville, situada a les California Coast Ranges, dins el comtat de Mendocino (Califòrnia, Estats Units). També ha estat descrita en altres indrets dels estats de Califòrnia i Oregon, així com al Canadà, Kosovo i el Japó.